# La Pellerine (Maine e Loira)
La Pellerine è un comune francese di 164 abitanti situato nel dipartimento del Maine e Loira nella regione dei Paesi della Loira.

## Società

### Evoluzione demografica
Abitanti censiti